# Ulf Johansson
Ulf Johansson (n. 26 mai 1967, Tibro, Skaraborg⁠(d), Suedia) este un biatlonist ce a reprezentat Suedia, medaliat olimpic. A participat la 2 ediții ale Jocurilor Olimpice (1992, 1994) în care a câștigat o medalie de bronz.